# Dziewieniszki
Dziewieniszki (lit. Dieveniškės) – miasteczko położone w południowo-wschodniej części rejonu solecznickiego, na Litwie, nad rzeką Gawią, 27 km na południowy wschód od Solecznik, typowe pod względem zabudowy miasteczko charakterystyczne dla wielu miejscowości Litwy wschodniej i sąsiedniej Białorusi.
Nazwa – jak podaje Napoleon Rouba – pochodzi od litewskiego słowa „dziewieniszki”, oznaczającego pokłady czerwonego piasku. Centralnym miejscem Dziewieniszek jest plac, z którego wybiegają drogi łączące miasteczko z Wilnem, Oszmianą, Trabami (Sobotnikami), Gieranionami i Solecznikami. Dziewieniszki są siedzibą gminy wiejskiej o powierzchni 207,3 km² liczącą 2860 mieszkańców, do której należy 61 wsi. Dziś same Dziewieniszki mają 900 mieszkańców. 79% ludności Dziewieniszek to Polacy.

## Historia
Po raz pierwszy ta miejscowość w źródłach historycznych wzmiankowana była w roku 1385 jako wieś (zagroda) Mingaiły. Kolejna wzmianka o Dziewieniszkach pochodzi z 1411 roku. Do połowy XVII w. Dziewieniszki i okoliczne ziemie należały do rodziny Gasztołdów. Dziewieniszki otrzymał w 1433 r., od księcia Zygmunta Kiejstutowicza, Jan Gasztołd. W 1474 roku Marcin Gasztołd, wojewoda kijowski, wybudował drewniany kościół pw. św. Michała.
W 1510 roku Jadwiga, córka Jerzego Juchnowicza zapisała poddanego Minusa Jakóbowicza z ziemią i wszelką powinnością na rzecz parafii.
Po śmierci ostatniego z Gasztołdów, Stanisława, Dziewieniszki przeszły w 1542 na własność króla Zygmunta Starego i zostały starostwem, które w 1712 liczyło 49 dymów hibernowych, a 1782 r., będąc w posiadaniu Jodki, marsz. lidzkiego, opłacało 1184 zł. kwarty.
W latach 80. XVIII w. pierwszy kościół w Dziewieniszkach spłonął. Został odbudowany w r. 1783 i nosi wezwanie Matki Bożej Różańcowej.
W czasach zaborów miasteczko w gminie Dziewieniszki, w powiecie oszmiańskim, w guberni wileńskiej Imperium Rosyjskiego. W 1866 roku liczyło 1630 mieszkańców.
Za II RP siedziba wiejskiej gminy Dziewieniszki.
W 1931 w 223 domach zamieszkiwało 1333 osoby.
W 1928 roku kierownik szkoły powszechnej Eugeniusz Królikowski został odznaczeni Srebrnym Krzyżem Zasługi za „zasługi w pracy pedagogicznej i przysposobienia wojskowego”.
Podczas okupacji hitlerowskiej, we wrześniu 1941 roku Niemcy utworzyli getto dla żydowskich mieszkańców. Przebywało w nim około 2000 osób. W grudniu 1941 roku Niemcy zlikwidowali getto, a Żydów wywieziono do getta w Woronowie. 
W czasach sowieckich Dziewieniszki, należące do Litewskiej Sowieckiej Republiki Socjalistycznej były z trzech stron otoczone obszarem sąsiedniej republiki białoruskiej, co nie sprawiało mieszkańcom większych problemów – aż do ustalenia na tej samej linii granicy niepodległej Litwy z niepodległą Białorusią. Zamieszkałe w 80% przez Polaków Dziewieniszki zostały niemalże eksklawą Litwy. Okresowo dociera do nich pomoc Rycerzy Kolumba z Radomia.
Przy ulicy Geranionių g. 32 znajduje się Gimnazjum im. Adama Mickiewicza, w którym nauczanie prowadzone jest w języku polskim. W roku szkolnym 2024/25 uczęszcza do niego 86 uczniów. Dyrektorem placówki jest Nijola Bilinska. Szkołę założono w 1928 roku.

## Zabytki historyczne
Ważnym zabytkiem historycznym jest kościół pw. Najświętszej Marii Panny Różańcowej z 1783 roku. Kościół przebudowano w 1861 roku. Jest to budowla trójnawowa, na planie prostokąta z pięciobocznie zamkniętym prezbiterium, posiadająca dwie zakrystie. Wewnątrz kościoła znajdują się dwa XIX-wieczne obrazy przedstawiające świętego Jerzego i świętego Wawrzyńca. Z tego okresu pochodzą również dwa krucyfiksy i drewniana rzeźba św. Franciszka. Obok 21-metrowa dzwonnica kościelna, wybudowana w roku 1903. Zawieszono w niej dwa zabytkowe dzwony: jeden odlany w r. 1745, drugi w r. 1840.
Dzwonnica jest zarazem bramą wejściową na plac kościelny, zamknięty ze wszystkich stron murem zbudowanym z kamienia polnego. W XVIII wieku przy kościele istniała szkoła parafialna.
W 1904 roku sporządzony został projekt nowego, murowanego kościoła, ale budowy nie podjęto.
Na uwagę też zasługuje znajdująca się przy drodze na Subotniki kaplica z rzeźbą Jezusa Ukrzyżowanego, przez miejscowych mieszkańców zwana „szwedzką kapliczką”.
Na północnym skraju miasteczka, przy obecnej drodze do Solecznik znajduje się porośnięty sosnami cmentarz. Grzebano na nim ludzi od końca XVIII wieku. Jest tam wiele starych i cennych nagrobków.
W odległości 2 km na północny wschód od Dziewieniszek, w lesie „Szwedzka Droga” znajduje się 8 zachowanych kurhanów. Przy jednym leży głaz zwany Mokai, będący pomnikiem archeologii i przyrody.
Inny interesujący kamień znajduje się w południowo-wschodniej części tego samego lasu. Niektóre z nich są pamiątką epoki lodowcowej są też inne kamienie, uznawane za pomniki przyrody. Kilka takich można obejrzeć na terytorium Dziewieniskiego Historycznego Parku Regionalnego.

## Herb
Od 2006 r. Dziewieniszki mają swój herb. To dwie podkowy, symbolizujące zgodne współistnienie kilku narodowości mieszkańców miasteczka. Niebieskie tło wyraża wierność, mądrość, stałość i sumienność. Autorem herbu jest Juozas Galkus.

## Miasta partnerskie
- Powiat Radomski